# The Harness Room
The Harness Room é um romance de 1971 do escritor britânico LP Hartley. Um coronel aposentado prestes a se casar novamente decide que seu filho de dezessete anos precisa ser fortalecido e, durante sua lua-de-mel, tem seu chofer, um ex- guarda para instruí-lo no boxe e outros esportes na sala de arreios. Os dois homens vêm para desenvolver um vínculo.
Preocupado com a recepção de um livro que era mais explicitamente homossexual no tema do que suas obras anteriores, Hartley insistiu com sua editora que isso foi feito "de uma maneira mais discreta do que em muitos romances modernos". Hartley considerou que "Na verdade, tive mais problemas com The Harness Room do que qualquer um dos meus romances".